# Elecciones municipales de Utcubamba de 2014
Las elecciones municipales de Utcubamba de 2014 se llevaron a cabo el 5 de octubre de 2014 para elegir al alcalde y al Concejo Provincial de Utcubamba para el periodo 2015-2018. La elección se celebró simultáneamente con elecciones regionales y municipales (provinciales y distritales) en todo el Perú.
Una vez más, las elecciones estuvieron marcadas por la participación de exalcaldes en la contienda: Segundo Hernández, del Movimiento Regional Amazonense Unidos al Campo; José Novoa, representando a la coalición Todos Somos Amazonas; y Milecio Vallejos, alcalde en funciones que aspiraba a la reelección, esta vez por el Movimiento Regional Fuerza Amazonense. Manuel Izquierdo, exregidor y candidato por Sentimiento Amazonense Regional, se alzó con la victoria en un ajustado resultado, superando a Segundo Hernández por apenas 154 votos, la diferencia más estrecha registrada en la historia electoral de Utcubamba. El Movimiento Independiente Surge Amazonas, con su candidato Mardín Muñoz, logró mantener representación. Por primera vez, todo el concejo provincial estuvo compuesto exclusivamente por independientes.
En las elecciones distritales, el panorama fue similar, con un claro predominio de movimientos independientes. Sentimiento Amazonense Regional se consolidó como la fuerza más votada, obteniendo el control de dos concejos distritales, incluyendo Cajaruro, el distrito más poblado. El Movimiento Regional Amazonense Unidos al Campo, como segunda fuerza más votada, también ganó dos alcaldías distritales, destacando Lonya Grande, el segundo distrito con mayor cantidad de votantes. El Movimiento Regional Fuerza Amazonense logró una alcaldía distrital en Yamón, mientras que en Cumba las elecciones fueron anuladas. Ningún partido político nacional obtuvo victorias distritales.

## Sistema electoral
La Municipalidad Provincial de Utcubamba es el órgano administrativo y de gobierno de la provincia de Utcubamba. Está compuesta por el alcalde y el Concejo Provincial.
La votación del alcalde y el concejo se realiza en base al sufragio universal, que comprende a todos los ciudadanos nacionales mayores de dieciocho años, empadronados y residentes en la provincia de Utcubamba y en pleno goce de sus derechos políticos, así como a los ciudadanos no nacionales residentes y empadronados en la provincia de Utcubamba.
El Concejo Provincial de Utcubamba está compuesto por 11 regidores elegidos por sufragio directo para un período de cuatro (4) años, en forma conjunta con la elección del alcalde (quien lo preside). La votación es por lista cerrada y bloqueada. Se asigna a la lista ganadora los escaños según el método d'Hondt o la mitad más uno, lo que más le favorezca. Es elegido como alcalde el candidato que ocupe el primer lugar de la lista que haya obtenido la más alta votación.

## Composición del Concejo Provincial de Utcubamba
La siguiente tabla muestra la composición del Concejo Provincial de Utcubamba antes de las elecciones.
| Partidos | Partidos                                       | Regidores |
| -------- | ---------------------------------------------- | --------- |
|          | Movimiento Independiente Surge Amazonas        | 7         |
|          | Energía Comunal Amazónica                      | 2         |
|          | Movimiento Regional Amazonense Unidos al Campo | 1         |
|          | Alianza Electoral Juntos por Amazonas          | 1         |

## Partidos y candidatos
A continuación se muestra una lista de los principales partidos y alianzas electorales que participaron en las elecciones:
| Candidatura | Candidatura | Partidos y alianzas | Candidatos | Candidatos                | Ideología                                                          | Resultado previo | Resultado previo | Ref. |
| Candidatura | Candidatura | Partidos y alianzas | Candidatos | Candidatos                | Ideología                                                          | Votos (%)        | Reg.             | Ref. |
| ----------- | ----------- | --- | ---------- | ------------------------- | ------------------------------------------------------------------ | ---------------- | ---------------- | ---- |
|             | SA          | Lista - Movimiento Independiente Surge Amazonas (SA) |            | Mardin Muñoz Cáceres      | Regionalismo amazonense                                            | 28.01%           | 7                |      |
|             | TSA         | Lista - Todos Somos Amazonas (TSA) – Movimiento de Integración Regional Amazónico (MIRA) – Movimiento Político Regional Energía Comunal Amazónica (ECA) – Amemos Amazonas (AA) – Amazonas Siglo 21 (AS21) |            | José Novoa Flores         | Regionalismo amazonense                                            | 24.68%           | 2                |      |
|             | MORAUAC     | Lista - Movimiento Regional Amazonense Unidos al Campo (MORAUAC) |            | Segundo Hernández Vásquez | Regionalismo amazonense                                            | 15.39%           | 1                |      |
|             | FA          | Lista - Movimiento Regional Fuerza Amazonense (FA) |            | Milecio Vallejos Bravo    | Regionalismo amazonense                                            | 5.08%            | 0                |      |
|             | UDA         | Lista - Unidad y Democracia de Amazonas (UDA) |            | Wilder Delgado Vásquez    | Regionalismo amazonense                                            | 4.26%            | 0                |      |
|             | APP         | Lista - Alianza para el Progreso (APP) |            | Mary Ordinola Contreras   | Liberalismo económico Conservadurismo liberal Populismo de derecha | 1.90%            | 0                |      |
|             | FA          | Lista - Frente Amplio (FA) |            | César Guerrero Rojas      | Socialismo Ecologismo Descentralización                            | Nuevo            | Nuevo            |      |
|             | M           | Lista - Obras por Amazonas (M) |            | Arístides Huaman Pérez    | Regionalismo amazonense                                            | Nuevo            | Nuevo            |      |
|             | GH          | Lista - Sentimiento Amazonense Regional (GH) |            | Manuel Izquierdo Alvarado | Regionalismo amazonense                                            | Nuevo            | Nuevo            |      |

## Resultados

### Sumario general
| |                                                          |              |              |              |           |           |
| Partidos y coaliciones | Partidos y coaliciones                                   | Voto popular | Voto popular | Voto popular | Regidores | Regidores |
| Partidos y coaliciones | Partidos y coaliciones                                   | Votos        | %            | +/−          | Total     | +/−       |
| | Sentimiento Amazonense Regional (GH)                     | 10,112       | 22.01        | Nuevo        | 7         | +7        |
| | Movimiento Regional Amazonense Unidos al Campo (MORAUAC) | 9,958        | 21.67        | +6.28        | 1         | ±0        |
| | Todos Somos Amazonas (ECA–MIRA–AA–A21)1                  | 9,175        | 19.97        | –0.88        | 1         | –1        |
| | Movimiento Regional Fuerza Amazonense (FA)               | 6,513        | 14.18        | +9.10        | 1         | +1        |
| | Movimiento Independiente Surge Amazonas (SA)             | 6,503        | 14.15        | –13.86       | 1         | –6        |
| | Obras por Amazonas (M)                                   | 1,582        | 3.44         | Nuevo        | 0         | ±0        |
| | Unidad y Democracia de Amazonas (UDA)                    | 1,279        | 2.78         | –1.48        | 0         | ±0        |
| | Alianza para el Progreso (APP)                           | 599          | 1.30         | –0.60        | 0         | ±0        |
| | Frente Amplio (FA)                                       | 225          | 0.49         | Nuevo        | 0         | ±0        |
| |                                                          |              |              |              |           |           |
| Total | Total                                                    | 45,946       |              |              | 11        | ±0        |
| |                                                          |              |              |              |           |           |
| Votos válidos | Votos válidos                                            | 45,946       | 75.86        | –9.42        |           |           |
| Votos en blanco | Votos en blanco                                          | 3,642        | 6.01         | –0.06        |           |           |
| Votos nulos | Votos nulos                                              | 10,977       | 18.12        | +9.47        |           |           |
| Votos emitidos | Votos emitidos                                           | 60,565       | 79.83        | –0.11        |           |           |
| Abstenciones | Abstenciones                                             | 15,306       | 20.17        | +0.11        |           |           |
| Votantes registrados | Votantes registrados                                     | 75,871       |              |              |           |           |
| |                                                          |              |              |              |           |           |
| Fuente: |                                                          |              |              |              |           |           |
| Notas al pie: 1 Comparado con los resultados de Energía Comunal Amazónica (ECA) y Movimiento de Integración Regional Amazónico (MIRA) en las elecciones de 2010. |                                                          |              |              |              |           |           |
| Notas al pie: |                                                          |              |              |              |           |           |
| 1 Comparado con los resultados de Energía Comunal Amazónica (ECA) y Movimiento de Integración Regional Amazónico (MIRA) en las elecciones de 2010.               |                                                          |              |              |              |           |           |

### Concejo Provincial de Utcubamba
| Cargo                            | Autoridad electa           | Partido políticoa | Partido políticoa                              |
| -------------------------------- | -------------------------- | ----------------- | ---------------------------------------------- |
| Alcalde Provincial de Utcubamba  | Manuel Izquierdo Alvarado  |                   | Sentimiento Amazonense Regional                |
| Regidor Provincial de Utcubamba  | Williams Zumaeta Lucero    |                   | Sentimiento Amazonense Regional                |
| Regidor Provincial de Utcubamba  | Nelson Muñoz Pérez         |                   | Sentimiento Amazonense Regional                |
| Regidor Provincial de Utcubamba  | Augusto Pacheco Fernández  |                   | Sentimiento Amazonense Regional                |
| Regidora Provincial de Utcubamba | Gladis Clavo Bentura       |                   | Sentimiento Amazonense Regional                |
| Regidor Provincial de Utcubamba  | Humberto Irigoín Quintana  |                   | Sentimiento Amazonense Regional                |
| Regidor Provincial de Utcubamba  | Walter Heredia Cabrera     |                   | Sentimiento Amazonense Regional                |
| Regidora Provincial de Utcubamba | María Izquierdo Mego       |                   | Sentimiento Amazonense Regional                |
| Regidor Provincial de Utcubamba  | Teófilo Rojas Román        |                   | Movimiento Regional Amazonense Unidos al Campo |
| Regidor Provincial de Utcubamba  | Feliberto Fernández Medina |                   | Todos Somos Amazonas                           |
| Regidor Provincial de Utcubamba  | Roger Aguilar Alvarado     |                   | Movimiento Regional Fuerza Amazonense          |
| Regidora Provincial de Utcubamba | Luzmila Cardozo Montalvo   |                   | Movimiento Independiente Surge Amazonas        |

## Elecciones municipales distritales

### Sumario general
| Partidos y coaliciones | Partidos y coaliciones                                   | Voto popular | Voto popular | Voto popular | Alcaldías | Alcaldías |
| Partidos y coaliciones | Partidos y coaliciones                                   | Votos        | %            | +/−          | Total     | +/−       |
| --- | -------------------------------------------------------- | ------------ | ------------ | ------------ | --------- | --------- |
| | Sentimiento Amazonense Regional (GH)                     | 5,846        | 24.39        | Nuevo        | 2         | +2        |
| | Movimiento Regional Amazonense Unidos al Campo (MORAUAC) | 4,764        | 19.87        | +8.65        | 2         | +1        |
| | Movimiento Regional Fuerza Amazonense (FA)               | 4,009        | 16.73        | +6.40        | 1         | ±0        |
| | Movimiento Independiente Surge Amazonas (SA)             | 3,552        | 14.82        | –7.81        | 0         | –2        |
| | Todos Somos Amazonas (ECA–MIRA–AA–A21)1                  | 1,966        | 8.20         | –14.12       | 0         | –1        |
| | Obras por Amazonas (M)                                   | 1,478        | 6.17         | Nuevo        | 0         | ±0        |
| | Acción Popular (AP)                                      | 665          | 2.77         | –1.12        | 0         | ±0        |
| | Unidad y Democracia de Amazonas (UDA)                    | 506          | 2.11         | –1.45        | 0         | ±0        |
| | Perú Posible (PP)                                        | 494          | 2.06         | n/a          | 0         | ±0        |
| | Somos Perú (SP)                                          | 292          | 1.22         | n/a          | 0         | ±0        |
| | Alianza para el Progreso (APP)                           | 222          | 0.93         | n/a          | 0         | ±0        |
| | Frente Amplio (FA)                                       | 176          | 0.73         | Nuevo        | 0         | ±0        |
| | Elecciones municipales complementarias                   | n/a          | n/a          | n/a          | 1         | n/a       |
| |                                                          |              |              |              |           |           |
| Total | Total                                                    | 23,970       |              |              | 6         | ±0        |
| |                                                          |              |              |              |           |           |
| Votos válidos | Votos válidos                                            | 23,970       | 71.47        | –12.61       |           |           |
| Votos en blanco | Votos en blanco                                          | 1,767        | 5.27         | –3.78        |           |           |
| Votos nulos | Votos nulos                                              | 7,801        | 23.26        | +16.39       |           |           |
| Votos emitidos | Votos emitidos                                           | 33,538       | 81.51        | +1.38        |           |           |
| Abstenciones | Abstenciones                                             | 7,610        | 18.49        | –1.38        |           |           |
| Votantes registrados | Votantes registrados                                     | 41,148       |              |              |           |           |
| |                                                          |              |              |              |           |           |
| Fuente: |                                                          |              |              |              |           |           |
| Notas al pie: 1 Comparado con los resultados de Energía Comunal Amazónica (ECA) y Movimiento de Integración Regional Amazónico (MIRA) en las elecciones de 2010. |                                                          |              |              |              |           |           |
| Notas al pie: |                                                          |              |              |              |           |           |
| 1 Comparado con los resultados de Energía Comunal Amazónica (ECA) y Movimiento de Integración Regional Amazónico (MIRA) en las elecciones de 2010.               |                                                          |              |              |              |           |           |

### Resultados por distrito
La siguiente tabla enumera el control de los distritos de la provincia de Utcubamba. El cambio de mando de una organización política se resalta del color de ese partido.
| Distrito     | Alcalde(sa) titular        | Partido político | Partido político          | Alcalde(sa) electo(a)                          | Partido político                               | Partido político                               |
| ------------ | -------------------------- | ---------------- | ------------------------- | ---------------------------------------------- | ---------------------------------------------- | ---------------------------------------------- |
| Cajaruro     | Domingo Guerrero Dávila    |                  | Energía Comunal Amazónica | Felipe Castillo Sánchez                        |                                                | Sentimiento Amazonense Regional                |
| Cumba        | Juan Marrufo Alcántara     |                  | Juntos por Amazonas       | Elecciones municipales complementarias de 2015 | Elecciones municipales complementarias de 2015 | Elecciones municipales complementarias de 2015 |
| El Milagro   | René Vargas Coronel        |                  | Fuerza Amazonense         | Belisario Delgado Angaspilco                   |                                                | Sentimiento Amazonense Regional                |
| Jamalca      | Sadith Oblitas Yopan       |                  | Surge Amazonas            | Aristides Gonzales Saavedra                    |                                                | Unidos al Campo                                |
| Lonya Grande | Hidelfonso Guevara Honores |                  | Unidos al Campo           | Hidelfonso Guevara Honores                     |                                                | Unidos al Campo                                |
| Yamón        | Juan Torres Arévalo        |                  | Surge Amazonas            | Wilmer Pérez Vásquez                           |                                                | Fuerza Amazonense                              |